# Mikhaïl Masline
Mikhaïl Alexandrovitch Masline (en russe : Михаил Александрович Маслин), né le 16 juillet 1947 à Moscou (RSFR, URSS)
et mort le 20 juin 2025, est un historien de la philosophie, soviétique puis russe.

## Biographie
Mikhaïl Masline est professeur émérite de l'université d'État de Moscou (2001), où il occupe la chaire de philosophie russe depuis 1992. Il est aussi membre de la Société philosophique de Russie (ru) depuis 1973 et siège aux comités de rédaction de Philosophy of Economy (journal) (ru), Philosophy and education, et Philosophy and Society (ru). Durant sa carrière, Mikhaïl Masline publie plus de 80 ouvrages scientifiques.

## Publications
- (ru) Маслин М. А., book review d'Anna Crone's Eros and Creativity in Russian Religious Renewal (The Bulletin of Saint Tikhon's Orthodox University). « Серия 1: Богословие. Философия. Религиоведение », выпуск 2 (34). 2011